# اشلایدن ۳۷۵۸۴
سیارک ۳۷۵۸۴ (به انگلیسی: 37584 Schleiden، نامگذاری:1990TC9) سی و هفت هزار و پانصد و هشتاد و چهارمین سیارک کشف شده‌است که در ۱۰ اکتبر ۱۹۹۰ کشف شد.